# The Candidate (1972)
The Candidate is een Amerikaanse dramafilm uit 1972 met Robert Redford in de hoofdrol. Het script werd geschreven door Jeremy Larner, de speechschrijver voor senator Eugene J. McCarthy tijdens diens campagne voor de Democratische presidentiële nominatie voor de Amerikaanse presidentsverkiezingen 1968.

## Verhaal
Marvin Lucas (Peter Boyle) zoekt een Democratische kandidaat om de populaire Republikeinse senator Crocker Jarmon (Don Porter) te verslaan. Van de grote namen wil niemand deze vermoedelijk verliezende opdracht aangaan en Lucas komt uit bij Bill McKay (Robert Redford), de idealistische en charismatische zoon van oud-gouverneur John J. McKay (Melvyn Douglas).
Omdat Lucas denkt dat McKay toch geen kans maakt tegen Jarmon kan McKay zeggen wat hij wil en zonder significante tegenslag wordt hij de Democratische kandidaat voor de senaatsverkiezing. De opiniepolls geven intussen aan dat Jarmon McKay zou verpletteren en hoewel ze ervan uitgingen dat ze zouden verliezen willen ze niet vernederd worden. McKay gaat campagne voeren, maar zijn boodschap wordt steeds algemener. Een bijkomend probleem is dat oud-gouverneur McKay senior zijn zoon niet openlijk steunt, waardoor het lijkt alsof hij stiekem diens concurrent Jarmon steunt. McKay senior stelt dat hij zich slechts niet met de campagne wil bemoeien.
McKay verkleint het gat in de polls totdat hij nog maar negen procentpunt achter staat. Jarmon en McKay gaan in debat. McKay stelt aan het einde van het debat dat de echte issues niet aan bod zijn gekomen en wordt hierna gefeliciteerd door zijn vader. Doordat dit als een positieve boodschap wordt gezien stijgt McKay nog verder in de polls en wint zelfs de senaatsverkiezing. McKay vraagt Lucas "Marvin ... Wat doen we nu?", maar krijgt hierop geen antwoord.

## Rolverdeling
| Acteur         | Personage      |
| -------------- | -------------- |
| Robert Redford | Bill McKay     |
| Peter Boyle    | Marvin Lucas   |
| Melvyn Douglas | John J. McKay  |
| Don Porter     | Crocker Jarmon |

## Ontvangst
De film kreeg goede kritieken. Recensenten loofden het acteerwerk van Redford en goede combinatie van een serieuze film met een koele, droogkomische/satirische toon. De film scoort 95% op recensieverzamelaar Rotten Tomatoes. De film won de Oscar voor beste aangepaste scenario en was ook genomineerd voor beste geluid.